# Radu Duda
Pour les articles homonymes, voir Duda.
Titres
Prince consort de Roumanie
(époux de la prétendante au trône de Roumanie)
Depuis le 5 décembre 2017
(7 ans et 4 mois)
Prince héritier consort de Roumanie
30 décembre 2007 – 5 décembre 2017
(9 ans, 11 mois et 5 jours)
Radu Duda (né le 7 juin 1960 à Iași, en Moldavie roumaine) est un comédien et un homme politique roumain, également auteur en langues anglaise et roumaine de trois ouvrages consacrés à la famille royale de Roumanie, devenu prince Radu de Roumanie en qualité d'époux de la princesse Margareta de Roumanie, héritière de l'ex-roi Michel Ier.

## Biographie
Radu Duda est l'aîné des deux enfants du professeur René Corneliu Duda (1935-1999), professeur d'université et directeur de l'Institut d'hygiène et de santé publique de Iași, et de son épouse le docteur Gabriela Eugenia Duda (1938-2017), née Constandache ; son frère cadet est le professeur Gabriel Dan Duda (également dit Dan-Gabriel Duda, né le 16 juin 1968 à Iași), professeur associé de radio-oncologie à l'université Harvard.
Le 16 août 1989, Radu Duda épouse civilement, à Bucarest, Viorica Tanta Begnescu. Ce mariage, sans descendance, est dissous par divorce le 12 novembre 1992.
Radu Duda épouse civilement le 24 juillet 1996, puis religieusement le 21 septembre 1996, la princesse Margareta de Roumanie (née en 1949), héritière de la maison royale de Roumanie. Le 1er janvier 1999, il est créé prince de Hohenzollern-Veringen par le prince Friedrich Wilhelm von Hohenzollern, chef de la maison princière de Hohenzollern-Sigmaringen (maison dont descendent les rois de Roumanie), et a légalement changé son nom en Radu Hohenzollern-Veringen-Duda[réf. nécessaire]. Le 30 décembre 2007, soixante ans jour pour jour après l'abolition de la monarchie en Roumanie, l'ex-roi Michel Ier lui octroie le titre de prince de Roumanie (prinț al României) ce qui implique qu'à la mort de l'ex-roi, il deviendra prince consort de Roumanie (principele consort al României).
Ces prédicats et titres résultent des dispositions privées prises (sous la dénomination de « Lois fondamentales de la famille royale de Roumanie ») en décembre 2007 par l'ex-roi Michel Ier pour régler la succession à la prétendance dans sa famille, mais selon les lois de l'État roumain, seule son identité propre — Radu Duda — a une existence légale. Si les partisans d'une restauration de la monarchie et les amis de l'ancienne famille royale emploient ses titres et prédicats dans le respect de l'étiquette, il n'en est pas de même des médias et notamment des humoristes.
À la suite de la renonciation de l'ex-roi Michel à la prétendance au trône de Roumanie et à son retrait de la vie publique, le 1er mars 2016, son épouse la princesse Margareta devient chef de la maison royale de Roumanie et prétendante au trône, conservant le titre officiel de « Gardienne de la Couronne de Roumanie » (qu'elle porte depuis le 30 décembre 2007, conformément aux nouvelles lois fondamentales de la famille royale de Roumanie), et le prince Radu, considéré dès lors comme prince consort de Roumanie, conserve l'appellation Radu, prince de Roumanie et le prédicat d'altesse royale. Au décès de son père, le 5 décembre 2017, la princesse adopte le prédicat honorifique de majesté – en dehors des usages au sein des dynasties royales détrônées, qui n'utilisent que le prédicat honorifique d'altesse royale pour leurs chefs de maison – et accorde au prince Radu le titre de prince consort de Roumanie.

## Rôle politique
Radu Duda est engagé dans la politique de son pays. En septembre 2002, il est nommé représentant spécial du gouvernement roumain pour l'intégration, la coopération et le développement durable, sous le mandat du Premier ministre, l'ex-communiste Adrian Năstase. Il possède un doctorat de l'Académie nationale militaire de Bucarest et depuis 2005[réf. souhaitée], il est colonel de l'armée roumaine. Cela lui est d'ailleurs reproché par le parti monarchiste PNTCD qui, par la voix d'Ion Diaconescu (en) n'apprécie pas ses liens avec la nomenklatura, même si celle-ci a abandonné le communisme pour le libéralisme.
Le 9 avril 2009, il a été le premier à présenter officiellement sa candidature à l'élection présidentielle roumaine de 2009. Dans son discours, il indique que « [sa] candidature n'a pas pour but la restauration de la monarchie. Dans une démocratie, le changement de la forme de gouvernement n'est pas la prérogative du chef de l'État. Une telle possibilité ne peut être déterminée que par la nation tout entière ». Toutefois, le 4 septembre 2009, il renonce à se présenter à cette élection, dénonçant la mainmise des partis au pouvoir sur le processus électoral : « La campagne présidentielle ne sera pas une compétition électorale mais un combat entre des cliques. »

## Titres et honneurs

### Titulature
- 7 juin 1960 - 1er janvier 1999 : Radu Duda
- 1er janvier 1999 - 30 décembre 2007 : Son Altesse Sérénissime Radu Hohenzollern-Veringen-Duda, prince de Hohenzollern-Veringen ;
- 30 décembre 2007 - 5 décembre 2017 : Son Altesse Royale Radu, prince de Roumanie[11] ;
- depuis le  5 décembre 2017 : Son Altesse Royale le prince consort de Roumanie.

### Décorations
- Grand-croix de l'ordre pro Merito Melitensi[12]

## Publications
Radu de Roumanie Duda est l'auteur de plusieurs ouvrages consacrés à la famille royale de Roumanie :
- (ro + en) Radu, Prinz von Hohenzollern-Veringen, Elena, Portretul unei Regine / Helen, Portrait of a Queen, Rao, 2007  (ISBN 9789731034751)
- (en) Radu, Prinz von Hohenzollern-Veringen et Arturo Beéche, King Michael of Romania, Eurohistory et Rosvall Royal Books, 2001.  (ISBN 9197397830)
- (ro) Crown Princess Margarita of Romania et Prince Radu of Romania, Nunta de Diamant, Rao, 2008  (ISBN 978 973 103 708 0)

## Filmographie
Radu Duda apparaît dans plusieurs films dont :
- Capitaine Conan de Bertrand Tavernier, où il joue l’inspecteur Stefanesco (1996)
- Laissez-passer de Bertrand Tavernier, où il interprète le personnage d’Andrejew (2002)
- (ro) Ciôcarlia (2002)